# Xzibit
Alvin Nathaniel Joiner (n. 18 septembrie 1974, Detroit, Michigan, SUA) cunoscut mai bine după numele său de scenă Xzibit, este un rapper, actor și producător muzical american. Este de asemenea cunoscut pentru găzduirea show-lui organizat de MTV „Pimp My Ride”. El lansează de la debutul său din 1996 câte un album o data la doi ani până la cel mai recent numit „Full Circle”, care a fost lansat în Octombrie 2006.

## Cariera
X-Zibit și-a început cariera muzicală ca membru al Likwit Crew, un colectiv liber al rapper-ilor West Coast care îi includeau pe King Tee, Defari și Tha Alkaholiks. El a apărut pe albumul lui King Tee, IV LIfe (1994), în melodia „Free Style Ghetto” și apoi pe albumul „Tha Alkaholiks (1995), în melodia Hit and Run. După turul cu Likwit Crew în 1995, X-Zibit a semnat cu Loud Records și a lansat albumul său de debut „At the Speed of Life” în 1996. Acesta și-a dezvoltat viitorul cu o serie de albume începând cu „40 Dayz & 40 Nightz” în 1998; adesea considerândul cel mai bun album a lui X-Zibit, acesta a produs melodia „What U See Is What U Get”. El a apărut de câteva ori în 1999 alături de Snoop Dogg, în hit-ul lui Dr. Dre, „Bitch Please”, și apărând pe albumul lui Dr.Dre, 6x Platinum, în 2001, în melodiile „Lolo”, „Some L.A. Niggaz”, și „What's the Difference” împreună cu Eminem.
Dr.Dre l-a invitat pe X-Zibit să îl însoțească la mijlocul aniilor 2000, în turul american Up In Smoke, alături de Snoop Dogg, Eminem, Ice Cube și mulți alți. Loud Record lansează albumul lui X-Zibit, Restless, în acel an, cu Dr.Dre ca director de producție, care produce melodia „X”. Melodia devine cel mai mare hit al rapper-ilor de la What U See Is What U Get.
X-Zibit se întoarce cu alt album numit „Man vs. machine” în 2002, și de data asta simțind un alt succes. Acesta a continuat să colaboreze cu colegii din West Cost, în primul rând cu Ras Kass și Saafir cu care a format colectivul de rap The Golden State Project, dar și cu Tha Liks. Loialitatea sa față de West Cost și de a colegilor din formație, a continuat să câștige mult respect de la fanii lui. În 2004 a urmat albumul Weapons of Mass Destruction.

## Cariera de actor
X-Zibit a apărut în câteva roluri pe marile ecrane. A interpretat personajul Duncan în Full Clip în 2004, pe Dexter în Derailed (2005), și în filmul animat Hoodwinked pe Chief Grizzly, tot în 2005. De asemenea a interpretat personajul Zeke în „XXX:State of the Union” în 2005, și în 2007 a jucat alături de Dwayne „The Rock” Johnson în filmul Gridiron Gand. A jucat și în filmul „8 Mile” a lui Eminem. A mai interpretat în „The X-Files:I Want to Belive” în 2008 având rolul unui agent FBI. Ultimul rol al acestuia este în filmul American Violet unde îl interpreteaza pe Darrel Hughes.

## Jocuri Video
X-Zibit a interpretat vocal pentru Abbott în jocul video „The Chronicles of Riddick: Escape from Butcher Bay”. Acesta și Snoop Dogg interpreteaza în jocul „Def Jam:Fight for NY”. X-Zibit de asemenea se afla în jocul video „Pimp My Ride”. Melodiile sale au apărut și în jocuri ca Madden NFL, Juiced și Need For Speed Underground 2.

## Controverse
J-Ro si The Likwit Crew
X-Zibit și-a început cariera împreună cu The Likwit Crew, dar după ce a semnat cu Dr.Dre și s-a asociat cu el în 1990, X-Zibit a început sâ se distanțeze de Likwit Crew. Acesta spune mai târziu că fără „Tha Alkaholiks"” și „The Likwit Crew” nu ar fi obținut faimă, criticândul pe fondatorul formației King Tee. J-Ro va răspunde pe „Look Out(Tha X Homie)”, un criticism mic a lui X-Zibit care, printre pretenții, respinge situația sa gangsta ca presupus Crip. Acesta nu-i raspunde lui J-Ro și lucrurile se calmează. X-Zibit a făcut ultima sa colaborare cu Tha Alkaholiks în 2008, produs în L.A., a fost înregistrată și a fost lansată pe DVD în iulie 2008.
Gumball 3000
În adunarea din 2007 la Gumball 3000, X-Zibit conducea un Lamborghini Gallardo. În timpul primei zi a adunării, poliția olandeză i-a luat permisul de conducere, fiindcă a condus cu 160 km/h unde limita era de 100km/h. Într-un interviu la radio în Olanda, X-Zibit spune că a greșit când a depășit limita de viteză. În final nu și-a mai recuperat carnetul de conducere de la poliția olandeza și a trebuit să își facă altul în Statele Unite.

## Discografie
Albume
- At the Speed of Life (1996)
- 40 Dayz & 40 Nightz (1998)
- Restless (2000)
- Man vs. Machine (2002)
- Weapons of Mass Destruction (2004)
- Full Circle (2006)
- Napalm (2012)

## Filmografie
- The Breaks (1999), Jamal
- Tha Eastsidaz (2000), Blue
- The Slim Shady Show (2001), Knuckles
- The Wash (2001), Wayne
- 8 Mile (2002), Mike
- The Country Bears (2002), himself
- Full Clip (2004), Duncan
- Strong Arm Steady (2004)
- CSI: Miami (2004), Dwayne '10-Large' Jackman (Episode Rap Sheet)
- xXx: State of the Union (2005), Zeke
- Derailed (2005), Dexter
- Hoodwinked (2005), Chief Grizzly – voice
- The Boondocks (2006), himself – voice
- Gridiron Gang (2006), Malcolm Moore
- The X-Files: I Want to Believe (2008), Agent Mosley Drummy
- American Violet (2008), Darrell Hughes
- Bad Lieutenant: Port of Call New Orleans (2009), Big Fate
- Fencewalker (2009), TBA
- Extreme Makeover: Home Edition (2010), Celebrity Guest
- Malice n Wonderland (2010), Jabberwock

## Jocuri video
- The Chronicles of Riddick: Escape from Butcher Bay (2004),(voce)
- Def Jam: Fight for NY (2004), el însuși
- NFL Street 2 (2004), el însuși
- Pimp my Ride (2006), el însuși
- The Chronicles of Riddick: Assault on Dark Athena (2009), (voce)